# Fahrzeughalter
Ein Fahrzeughalter (kurz auch Halter genannt) ist jemand, der im Besitz der tatsächlichen Verfügungsgewalt über ein Kraftfahrzeug ist und es für eigene Rechnung gebraucht. Auf eigene Rechnung nutzt derjenige ein Fahrzeug, der aus eigenem Interesse für die Betriebskosten aufkommt. Die tatsächliche Verfügungsgewalt hat, wer „über die Verwendung des Fahrzeugs nach Ort und Zeit bestimmen kann“. Danach ist beispielsweise nicht Halter, wer ein Fahrzeug nur für wenige Stunden mietet. Die Eintragung in die Zulassungsbescheinigung Teil I (bis zum 30. September 2005: Fahrzeugschein) und Zulassungsbescheinigung Teil II (bis zum 30. September 2005: Fahrzeugbrief) ist daher für den Begriff des Fahrzeughalters nicht entscheidend. In der Rechtswissenschaft wird allerdings diskutiert, ob die Eintragung in die Zulassungsbescheinigung Teil I (Fahrzeugschein) einen widerlegbaren Anscheinsbeweis für die Haltereigenschaft entfaltet. Das Landgericht Nürnberg-Fürth hat einen solchen Anscheinsbeweis abgelehnt, insbesondere deshalb, weil in der Praxis zahlreiche Konstellationen auftauchen, wo die Person, die das Fahrzeug tatsächlich wirtschaftlich nutzt (und somit Halter ist) von der in der ZB-Teil 1 eingetragenen Person abweicht. Beispiel: Die Kfz-Versicherung ist aufgrund einer höheren SF-Klasse günstiger, wenn das Fahrzeug nicht auf den Sohn, sondern auf dessen Vater zugelassen wird. Tatsächlich wird das Fahrzeug aber ausschließlich vom Sohn gefahren, der auch alle anderweitigen Kosten am Fahrzeug bestreitet.
Nicht entscheidend für die Einordnung als Fahrzeughalter ist auch das Eigentum am Fahrzeug, d. h. wem das Fahrzeug als Eigentümer gehört, sodass der Eigentümer wiederum eine von der Person, auf die das Fahrzeug zugelassen ist, als auch von der Person des Halters zu unterscheidende Person sein kann. Beispiel: Bei Leasingfahrzeugen ist das Leasingunternehmen Eigentümer und der Leasingnehmer Fahrzeughalter.
Neben dem Fahrzeughalter, der eingetragenen Person in den Zulassungsbescheinigungen und dem Eigentümer können im Übrigen auch der Versicherungsnehmer und der Besitzer des Fahrzeugs unterschieden werden. All das können verschiedene Personen sein.

## Haftung und Verantwortlichkeit des Fahrzeughalters
Die zivilrechtliche Haftung des Halters ist in § 7 StVG geregelt. Es handelt sich dabei um eine Gefährdungshaftung.
Der Fahrzeughalter ist nach § 31 StVZO verantwortlich für den ordnungsgemäßen Betrieb des Fahrzeuges, gleichgültig, wer damit fährt. Er darf die Inbetriebnahme nicht anordnen oder zulassen
- wenn ihm bekannt ist oder bekannt sein muss, dass der Fahrer nicht zur selbstständigen Leitung geeignet ist, zum Beispiel weil er keine Fahrerlaubnis besitzt oder betrunken ist
- wenn das Fahrzeug nicht vorschriftsmäßig ist, zum Beispiel wenn die Betriebserlaubnis erloschen ist
- wenn das Fahrzeug nicht verkehrssicher ist, zum Beispiel durch abgefahrene Reifen oder nicht gesicherte Ladung.

Die Verantwortlichkeit des Fahrzeughalters hat zur Folge, dass die Polizei bei technischen Mängeln (beispielsweise abgefahrenen Reifen) sowohl gegen den Fahrer als auch gegen den Halter ein Ordnungswidrigkeiten-Verfahren einleiten kann. Die Haltereigenschaft ist kein rechtliches als vielmehr ein wirtschaftliches Verhältnis.
Grundsätzlich ist der Fahrzeughalter verpflichtet, nach § 1 PflVG eine Kfz-Haftpflichtversicherung für das Fahrzeug abzuschließen, allerdings muss der Halter nicht identisch mit dem Versicherungsnehmer sein. Die meisten Kfz-Haftpflichtversicherungen lassen es jedoch nicht zu, dass Fahrzeughalter und Versicherungsnehmer auseinanderfallen oder verlangen für diese Konstellation hohe Prämien („abweichende Halterschaft“).